# St Neots
St Neots (pronuncia [sɨnt ˈniːʊts]) è una cittadina di 26 390 abitanti della contea del Cambridgeshire, in Inghilterra.